# Badmintonfederatie Rusland
Badminton Federatie Rusland (Russisch: Национальная Федерация Бадминтона России) is de nationale badminton bond van Rusland.
De huidige president van de Russische bond is Sergey Shakhray, hij is de president van een bond met 14.684 leden, die verdeeld zijn over 234 verschillende badminton clubs. De bond is sinds 1992 aangesloten bij de Europese Bond.